# Newton Heath

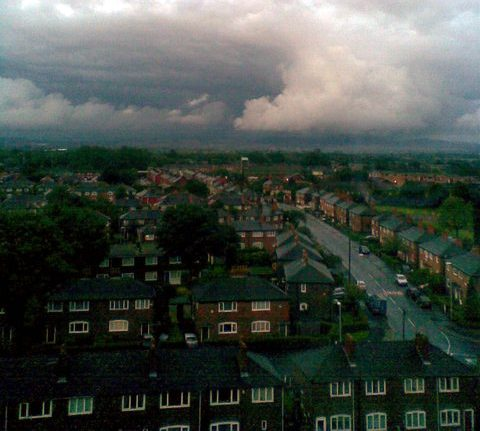
Newton Heath, Stadtteil von Manchester, Blickrichtung Osten

Newton Heath ist ein nordöstlicher Stadtteil von Manchester, England.

## Geografie und Verwaltung
Das Viertel liegt etwa 5 km nordöstlich des Zentrums an der Oldham Road, die von Manchester nach Failsworth und Oldham führt. Die Nachbarviertel sind Mansall, Ancoats und Belle Vue.

## Geschichte

### Gemeindegeschichte
In dieser Umgebung war auch eine separate Gemeinde genannt Kirmanshure. Dieser Teil ist heutzutage Großteil des Stadtviertels Belle Vue. 1890 wurde die Stadt mit Manchester vereinigt.

### Sprachliche Herkunft des Namens
Newton Heath hat ihren Namen aus dem Altenglischen und bedeutet übersetzt „die neue Stadt an der Heide“.

### Historische Fakten
Die Culcheth Hall am Medlock-Fluss (der das Stadtviertel durchfließt) gehörte einst der Familie Byron, deren bekanntestes Familienmitglied der englische Dichter Lord Byron war. 
Französische Hugenotten siedelten sich im 16. Jahrhundert in dieser Gegend an, um der Verfolgung am europäischen Festland zu entgehen. Die Hugenotten brachten die Web- und Bleichkunst nach Newton Heath. Durch die neuen Webereien veränderten sich die Heimindustrien des Stadtteils völlig. Sie wurden zu voll mechanisierten Massenproduktionen. 1825 wurde die erste maschinelle Weberei in Newton Heath gegründet – die Newton Silk Mill, die noch heute existiert.
Die Errichtung des Rochdale-Kanals machte es einfacher, Rohstoffe und Fertigungserzeugnisse in die Gegend zu transportieren. Später kamen weitere Industrien wie Maschinenbau, Seilwerke, Seifensiedereien, Streichholzfabriken oder Glasereien nach Newton Heath, dadurch veränderte sich der Ortsteil von einer von Landwirtschaft geprägten Gemeinde zu einer industrialisierten Gemeinde. Im 18. Jahrhundert wurde die Oldham-Road mautpflichtig und ein Schranken an der Lambs Lane installiert. Diese Straße ist noch heute die Hauptstraße des Viertels. Durch die industrielle Revolution in England stieg die Einwohnerzahl von Newton Heath auf das zwanzigfache.

## Manchester United
Newton Heath ist der Geburtsort des Newton Heath Lancashire and Yorkshire Railway FC, der später zum Fußballklub Manchester United wurde. Der Verein wurde 1878 in diesem Ortsteil gegründet. 1902 wurde der Name in Manchester United FC umbenannt, die Trikots waren gelb-grün (nicht Rot wie heute). Ein alter Spitzname von Manchester United ist „die Heathens“ aufgrund ihrer Herkunft.

## Der Stadtteil heute
Newton Heath wurde zu einem der wichtigsten Standorte für Maschinenbau durch englische Unternehmen wie Mather & Platt, Avro und Heenan & Froude. Weiters besitzt der Stadtteil das Newton Heath Maintenance Betriebswerk mit über 2000 Mitarbeitern.